# لويس فرانكو (كاتب)
لويس فرانكو (بالإسبانية: Luis Franco)‏ هو كاتب ومؤلف وشاعر أرجنتيني، ولد في 15 نوفمبر 1898 في Belén, Catamarca ‏ في الأرجنتين، وتوفي في 1 يونيو 1988 في بوينس آيرس الكبرى ‏ في الأرجنتين.